# Mussolet de collar
El mussolet de collar (Taenioptynx brodiei; syn: Glaucidium brodiei) és una espècie d'ocell de la família dels estrígids (Strigidae). Habita boscos i matolls de les muntanyes del nord del Pakistan, nord i est de l'Índia, Bangladesh, est del Tibet, centre i sud de la Xina, Hainan, Taiwan i a través del Sud-est Asiàtic, fins a la península de Malaca. El seu estat de conservació es considera de risc mínim.

## Taxonomia
El mussolet de collar anteriorment estava classificat en el gènere Glaucidium. Però el 2021, el Congrés Ornitològic Internacional aprovà segmentar-lo en un gènere apart d'acord amb estudis filogenètics. En la llista mundial d'ocells (versió 11.1, gener 2021) es resgatà el gènere Taenioptynx per a tal fí. Tanmateix, altres obres taxonòmiques, com el Handook of the Birds of the World i la quarta versió de la BirdLife International Checklist of the birds of the world (Desembre 2019), consta encara que aquesta espècie pertany al gènere Glaucidium.